# Championnat du Vietnam de football 2022
Navigation
Saison précédente Saison suivante
La saison 2022 du Championnat du Viêt Nam de football est la trente-neuvième édition du championnat de première division au Viêt Nam. Les treize meilleurs clubs du pays sont regroupés au sein d'une poule unique où ils s'affrontent deux fois. En fin de saison, le dernier du classement est relégué et remplacé par le champion de V-League 2.
Le club Cong Viettel FC champion en 2020 est le tenant du titre, car le championnat 2021 a été arrêté à cause de la pandémie de Covid-19.

## Déroulement de la saison
La saison commence le 25 février 2022, avec les mêmes équipes que la saison passée comme il n'y a pas eu de relégation ni de promotion. Avant la saison, le club de Than Quang Ninh FC se retire de la compétition pour raisons financières, ce qui porte le championnat à treize participants.

## Les clubs participants
- Bình Định FC
- Thanh Hóa FC
- Đà Nẵng Club
- Sài Gòn FC
- Sông Lam Nghệ An
- Hô-Chi-Minh-Ville FC
- Hong Linh Ha Tinh FC
- Cong Viettel FC
- Becamex Bình Dương FC
- Hanoi Football Club
- Nam Dinh Football Club
- Hoàng Anh Gia Lai
- Xi Mang Hải Phòng FC

## Compétition
Le barème utilisé pour établir le classement est le suivant :
- Victoire : 3 points
- Match nul : 1 point
- Défaite : 0 point

### Classement
| Rang | Équipe                | Pts | J  | G  | N  | P  | Bp | Bc | Diff |
| ---- | --------------------- | --- | -- | -- | -- | -- | -- | -- | ---- |
| 1    | Hanoi Football Club C | 51  | 24 | 15 | 6  | 3  | 47 | 21 | +26  |
| 2    | Xi Mang Hải Phòng     | 48  | 24 | 14 | 6  | 4  | 39 | 26 | +13  |
| 3    | Bình Định FC          | 47  | 24 | 14 | 5  | 5  | 37 | 22 | +15  |
| 4    | Cong Viettel FC T     | 39  | 24 | 11 | 6  | 7  | 29 | 14 | +15  |
| 5    | Sông Lam Nghệ An      | 33  | 24 | 9  | 6  | 9  | 29 | 28 | +1   |
| 6    | Hoàng Anh Gia Lai     | 32  | 24 | 7  | 11 | 6  | 26 | 24 | +2   |
| 7    | Becamex Bình Dương FC | 28  | 24 | 7  | 7  | 10 | 32 | 41 | -9   |
| 8    | Thanh Hóa FC          | 28  | 24 | 8  | 4  | 12 | 27 | 27 | 0    |
| 9    | Hô-Chi-Minh-Ville FC  | 25  | 24 | 6  | 7  | 11 | 23 | 34 | -11  |
| 10   | Đà Nẵng Club          | 25  | 24 | 6  | 7  | 11 | 18 | 35 | -17  |
| 11   | Hong Linh Ha Tinh FC  | 24  | 24 | 5  | 9  | 10 | 27 | 34 | -7   |
| 12   | Nam Dinh              | 23  | 24 | 6  | 5  | 13 | 20 | 32 | -12  |
| 13   | Sài Gòn FC            | 22  | 24 | 5  | 7  | 12 | 26 | 42 | -16  |

|  | Qualification pour la Ligue des champions de l'AFC 2023-2024                      |
|  | Qualification pour la Ligue des champions de l'AFC 2023-2024 sous condition       |
|  | Relégation en V-League 2                                                          |
|  | T : Tenant du titre C : Vainqueur de la Coupe du Viêt Nam P : Promu de V-League 2 |

- Xi Mang Hải Phòng échoue au tour préliminaire de la Ligue des champions et sera reversé en Coupe de l'AFC.

## Bilan de la saison
| Championnat du Viêt Nam de football 2022 |                                |
| Champion                                 | Hanoi Football Club (6e titre) |
| Coupes et trophées                       |                                |
| Vainqueur de la Coupe du Viêt Nam 2022   | Hanoi Football Club            |
| Qualifications continentales             |                                |
| Ligue des champions de l'AFC 2023-2024   | Hanoi Football Club            |
| Coupe de l'AFC 2023-2024                 | Xi Mang Hải Phòng              |
| Promotions et relégations                |                                |
| Promus en V-League                       | Cong An Nhan Dan FC            |
| Promus en V-League                       | Khanh Hoa FC                   |
| Relégués en V-League 2                   | Sài Gòn FC                     |